# Сешлар, Свит
Свит Се́шлар (словен. Svit Sešlar; род. 9 января 2002, Марибор) — словенский футболист, полузащитник клуба «Эюпспор» и сборной Словении.

## Карьера

### Начало карьеры
Футбольную карьеру футболист начал в городе Словенске-Конице в местном клубе «Дравинья». В 2016 году сначала перебрался в «Алюминий», а немногим позже попал в структуру «Целе», где пробыл порядка 2 лет. В 2018 году футболист присоединился к клубу «Драва Птуй». Футболист сразу же стал привлекаться к тренировкам с основной командой клуба. Дебютировал за клуб 4 августа 2018 года в матче против клуба «Брежице», выйдя на замену на 72 минуте. Дебютный гол за клуб забил 7 сентября 2018 года в матче против клуба «Крка».

### «Олимпия» Любляна

#### Аренда в «Крку»
В январе 2019 года футболист перешёл в люблянскую «Олимпию». Зимой 2020 года стал привлекаться к играм с основной командой клуба, однако на поле за сезон так и не вышел. В сентябре 2020 года футболист на правах арендного соглашения перешёл в клуб «Крка». Дебютировал за клуб 26 сентября 2020 года в матче против клуба «Кршко», выйдя на замену на 59 минуте. Дебютный гол за клуб забил 20 октября 2020 года в матче против клуба «Шмартно». В конце 2020 года футболист покинул клуб.

#### Возвращение в «Олимпию»
Зимой 2021 года футболист присоединился к основной команде «Олимпии». Дебютировал за клуб 14 февраля 2021 года в матче словенской Первой лиги против клуба «Мура», выйдя на замену на 88 минуте. На протяжении сезона футболист был игроком скамейки запасных, сыграв лишь в 5 матчах во всех турнирах, став бронзовым призёром чемпионата. Также футболист стал обладателем Кубка Словении, однако в самом финале не участвовал. 

#### Сезон 2021
В июле 2021 года футболист вместе с клубом отправился на квалификационные матчи Лиги конференций УЕФА. Первый матч в рамках еврокубкового турнира сыграл 22 июля 2021 года против мальтийского клуба «Биркиркара». Первый матч в чемпионате сыграл 25 июля 2021 года против клуба «Радомлье», выйдя на замену в начале второго тайма. В третьем квалификационном раунде Лиги конференций УЕФА футболист вместе с клубом по сумме матче уступил португальской «Санта-Кларе» и выбыл из отборочного турнира. Дебютный гол за клуб забил 30 октября 2021 года в матче против клуба «Браво». В январе 2022 года футболист продлил контракт с клубом до 2026 года. Футболист на протяжении всего сезона был одним из основных игроков клуба, чередуя матчи в стартовом составе и со скамейки запасных, отличившись 2 забитыми голами и 3 результативными передачами. Вместе с клубом стал бронзовым призёром чемпионата.

#### Сезон 2022
В июле 2022 года футболист вместе с клубом отправился на квалификационные матчи Лиги конференций УЕФА. Первый матч сыграл 7 июля 2022 года против люксембургского клуба «Дифферданж 03». Новый сезон в чемпионате начал 17 июля 2022 года с матча против клуба «Мура». Во втором раунде Лиги конференций УЕФА в матче 21 июля 2022 года против румынского клуба «Сепси» футболист отличился забитым голом, а также получил прямое удаление с поля. Своим первым голом в чемпионате футболист отличился 7 августа 2022 года в матче против «Марибора». В матче 20 августа 2022 года против клуба «Копер» футболист отличился забитым дублем. Очередным дублем за клуб футболист отличился 12 ноября 2022 года в матче против клуба «Домжале». Вместе с клубом стал обладателем Кубка Словении, где в финале 6 мая 2023 года победил «Марибор». Также футболист по итогу сезона стал победителем чемпионата. Всего за сезон футболист отличился 10 забитыми голами и 4 результативными передачами вр всех турнирах.

#### Сезон 2023
Новый сезон футболист начал с квалификационных матчей Лиги чемпионов УЕФА. Первый матч сыграл 11 июля 2023 года против латвийской «Валмиеры». Первый матч в чемпионате сыграл 22 июля 2023 года против клуба «Копер», отличившись также первым в сезоне забитым голом. В рамках квалификаций Лиги чемпионов УЕФА футболист вместе с клубом прошёл также болгарский «Лудогорец», а в третьем квалификационном раунде по сумме матчей уступил турецкому «Галатасараю», вылетев в квалификационный раунд плей-офф Лиги Европы УЕФА.

### «Эюпспор»
В августе 2023 года футболист за 2.5 миллиона евро перешёл в турецкий клуб «Эюпспор». Вскоре футболист был официально представлен в турецком клубе. Дебютировал за клуб 2 сентября 2023 года в матче против клуба «Гиресунспор», выйдя на замену на 68 минуте. Первым результативным действием за клуб футболист отличился 6 декабря 2023 года в матче Кубка Турции против клуба «Анкара Демирспор», отдав голевую передачу. Дебютным забитым голом за клуб футболист отличился 12 апреля 2024 года в матче против клуба «Маниса».

## Международная карьера
Международную карьеру футболист начинал в 2017 году за юношескую сборную Словении до 16 лет. В августе 2019 года провёл товарищеские матчи за юношескую сборную Словении до 18 лет против сверстников из Италии. В октябре 2021 года футболист получил вызов в молодёжную сборную Словении для участия в квалификационных матчах молодёжного чемпионата Европы. Дебютировал за сборную 12 ноября 2021 года в матче против сборной Албании. Дебютный гол за сборную забил 17 октября 2023 года в матче против сборной Австрии.

## Достижения
«Олимпия» Любляна
- Обладатель Кубка Словении (2): 2020/21, 2022/23
- Чемпион Словении: 2022/23